# BTR-70
BTR-70 là một loại xe bọc thép chở quân được phát triển vào cuối thập niên 1960 dưới tên mã định danh công nghiệp là GAZ-4905. Ngày 21/8/1972, nó được chấp nhận đưa vào trang bị và sau đó được xuất khẩu rộng rãi tới các nước khác bên ngoài Liên Xô. BTR-70 là xe chở quân thay thế cho BTR-60, nó gần giống với phiên bản BTR-60PB. Các cải tiến khác gồm giáp nặng hơn và lốp đặc biệt. Ở nhiều khía cạnh khác thì BTR-70 khá giống với BTR-60PB với một động cơ xăng mạnh hơn và vũ khí chính là một khẩu súng máy hạng nặng, vũ khí phụ là súng máy PKT trên tháp súng.

## Quốc gia sử dụng
- Armenia - 20
- Azerbaijan - 57
- Belarus - 446[1]
- Djibouti - 6
- Gruzia - 45[2]
- Bangladesh - 55+
- Kazakhstan - 45
- Kyrgyzstan - 45
- Bắc Macedonia - 58 SPW 70, SPW 70(S) và BTR-70D
- Moldova - 5
- Mông Cổ - 40
- România - 170 TAB-77
- Nga - 2,000
- Ukraina - 1,026[3]
- Uzbekistan - 36
- Tajikistan - 2[4]
- Turkmenistan - 170
- Palestine - 50[5]

### Từng sử dụng
- Liên Xô
- Đông Đức

- Đức - 135 cho Nepal, 750 cho Pakistan
- Nepal - 135
- Pakistan - 750
- Estonia - 4